# 시마무라 유우
시마무라 유우(일본어: 嶋村 侑 しまむら ゆう[*], 1975년 3월 18일 ~ )는 일본의 여자 성우이다. 켄 프로덕션 소속.
도쿄도 출신.

## 작품
2013년
- 진격의 거인 1기 (애니 레온하트)

2015년
- 견습신 비밀의 코코타마 (니치에)

2013년
- 진격! 거인 중학교 (애니 레온하트)

2016년
- 프리큐어 올스타즈 모두 함께 노래하다♪ 기적의 마법!

2018년
- 반짝반짝 해피★ 열려라! 코코타마 (루비)

2019년
- 건담 G의 레콘기스타 1: 가라! 코어 파이터 (아이다 스루간)

2020년
- 몬스터 아가씨의 의사 선생님 (알라냐 타란텔라 아라크니다)

2023년
- 극장판 프리큐어 올스타즈 F (큐어 플로라)